# Augusta Deglava iela

La rue Augusta Deglava (letton : Augusta Deglava iela) est une rue à Rīga en Lettonie.

## Présentation
La rue Augusta Deglava est une rue principale de Riga qui forme la frontière entre plusieurs quartiers (Avoti et Grīziņkalns, Purvciems et Dārzciems, Dreiliņi et Pļavnieki). 
La rue Augusta Deglava commence à l'église Saint-Paul, à l'intersection de la rue Avoti avec les rues Lienes et Jāņas Asars. 
Elle s'étend vers l'est, traverse la ligne ferroviaire Riga - Zemitāni (pont Augusta Deglava) et plus loin, jusqu'à la frontière de la ville (rue Lubanas) et elle se termine au rond-point de Dreiliņi d'où elle est prolongée par la route régionale P4 en direction d'Ērgļi,.

## Bâtiments
Les bâtiments remarquables de la rue:
- Augusta Deglava iela 1.  église Saint-Paul, un monument architectural d'importance nationale.
- Augusta Deglava iela 3,  est un bâtiment scolaire construit en 1908-1909 comme école primaire pour les pauvres (architecte Reinhold Schmeling) et constitue un monument architectural d'importance locale.

## Galerie

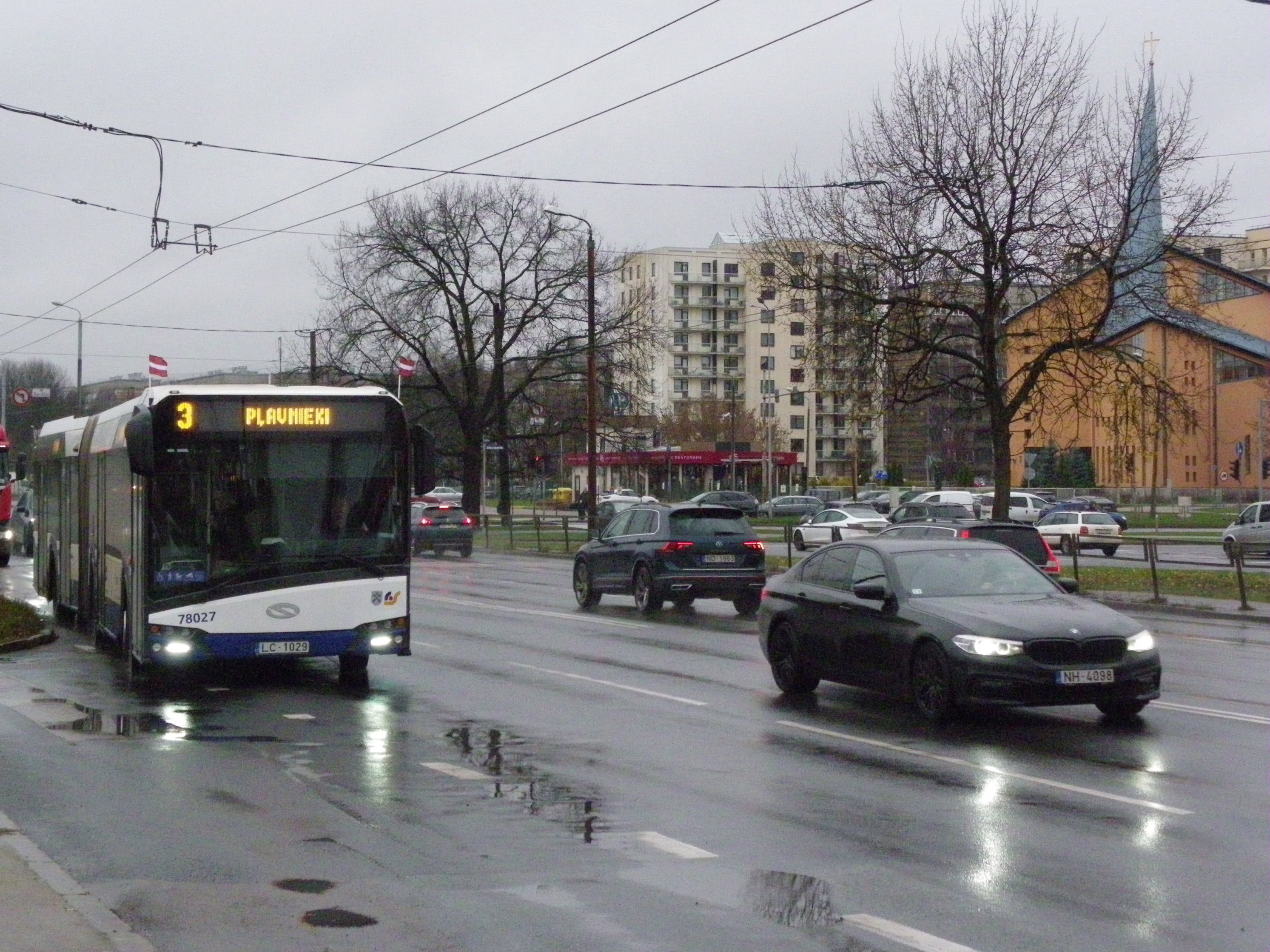
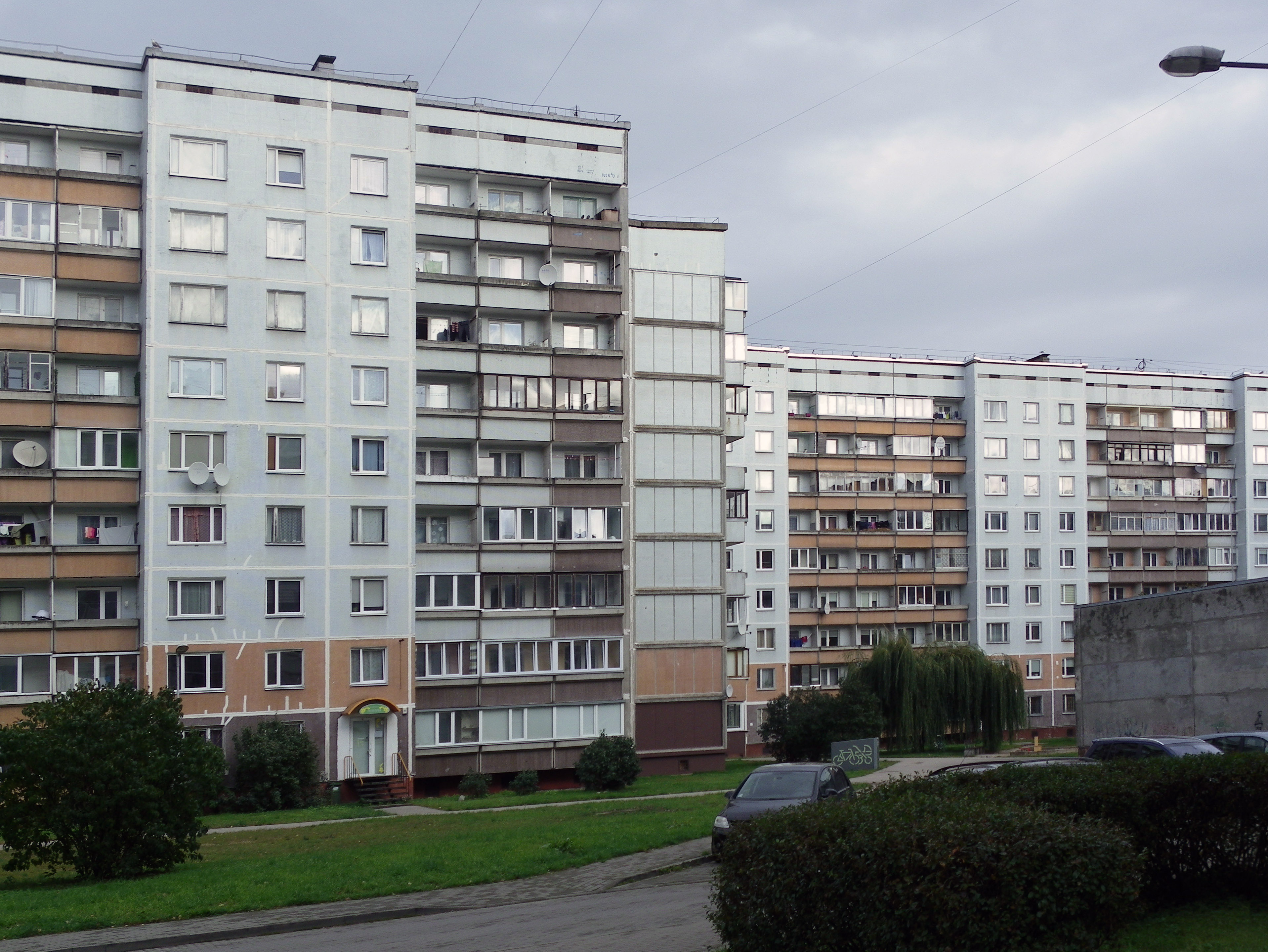
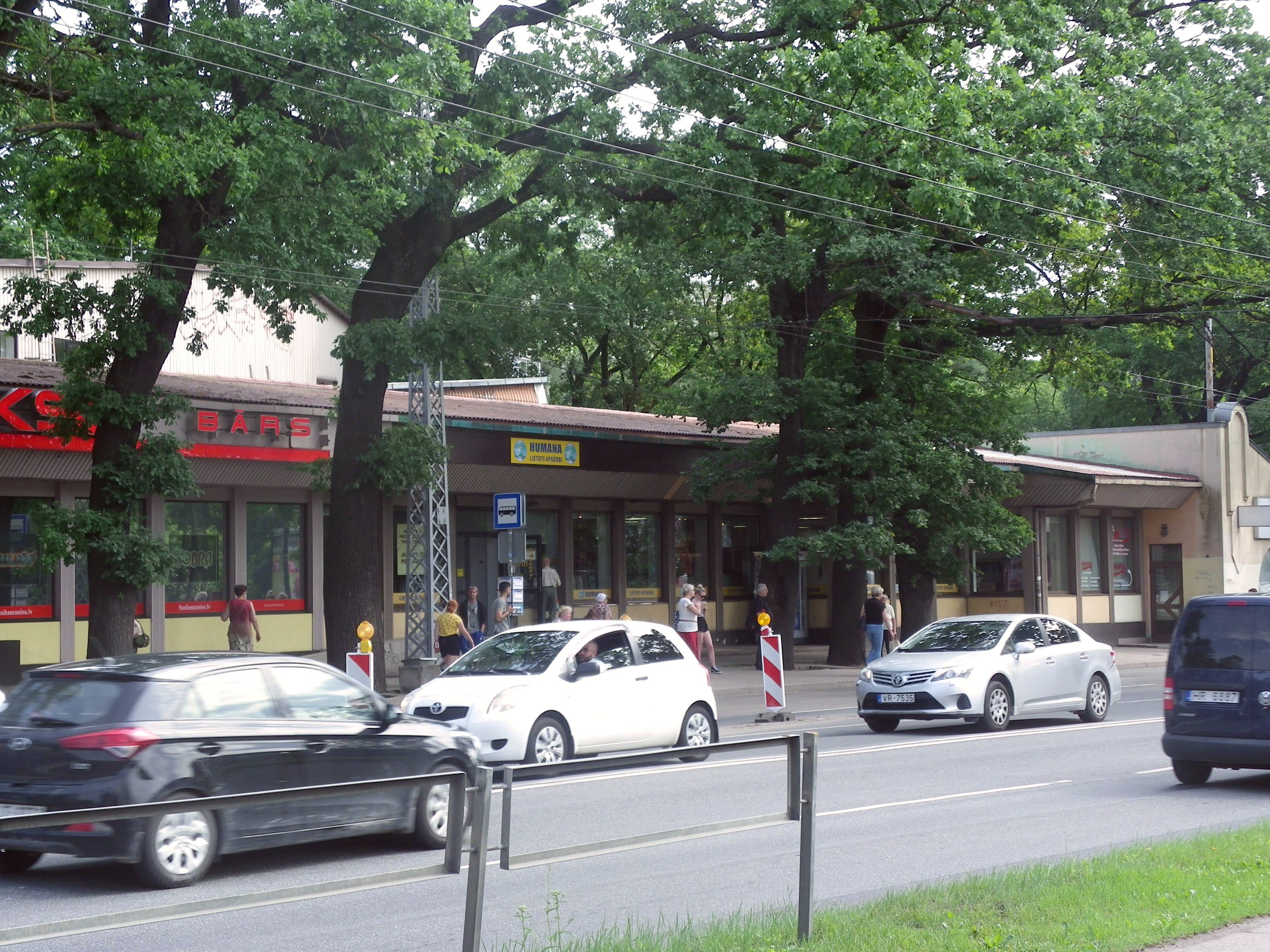